# North Saanich
North Saanich ist ein Bezirk (District municipality) im Norden der Saanich-Halbinsel auf Vancouver Island in der kanadischen Provinz British Columbia.
Die Gemeinde beherbergt am Wasserflughafen eine Basis der kanadischen Küstenwache, die „CCG Base Seal Cove“, an der mehrere Schiffe beheimatet sind.

## Lage
Der Bezirk ist Teil der Metropolregion Greater Victoria, im Capital Regional District und grenzt an den südlich gelegenen Bezirk Central Saanich. Dabei umschließt North Saanich die an der Ostküste gelegene Kleinstadt Sidney. Im Norden und Osten liegt der Bezirk unmittelbar an der Haro-Straße, welche die Straße von Georgia und die Juan-de-Fuca-Straße verbindet, und im Westen am Saanich Inlet. Außerdem umschließt der Bezirk am Saanich Inlet die beiden Indianerreservate Cole Bay 3 der Pauquachin First Nation und Union Bay 4 der Tseycum First Nation.
Zu dem Bezirk gehören zurzeit folgende Neighbourhoods:
- Ardmore
- Cloake Hill
- Dean Park
- Deep Cove
- Land’s End
- Patricia Bay („Pat Bay“)
- Sandown

## Geschichte
Im Juli 1905 wurde den Ansiedlungen im Norden der Saanich Halbinsel die kommunalen Selbstverwaltung (incorporated) zuerkannt. Der Bezirk umfasste damals noch die Ortschaft Sidney, in der sich auch das Rathaus für den Bezirk befand. 1911 wurde die Ortschaft Sidney schließlich aus dem Bezirk herausgelöst und als Gemeinde selbständig.
Einen Aufschwung erlebte der Bezirk in den Jahren nach 1940, als die kanadischen Streitkräfte auf dem Gelände des heutigen Flughafen Victoria International eine Basis einrichteten. Zeitweise waren 10.000 Militärangehörige im Bezirk stationiert.

## Demographie
Der Zensus im Jahr 2011 ergab für den Bezirk eine Bevölkerungszahl von 11.085 Einwohnern. Die Einwohnerzahl nahm im Vergleich zum Zensus von 2006 um 2,4 % zu, während die Bevölkerung in British Columbia um 7,0 % anwuchs.

## Verkehr
Durch das Gebiet der Gemeinde verlaufen zwei Highways. Der Highway 17 führt in Nord-Süd-Richtung durch den Bezirk und parallel dazu der Highway 17A.
Im Bezirk liegt der Flughafen „Victoria International Airport“ (IATA-Code: YYJ, ICAO-Code: CYYJ, Transport Canada Identifier: -), der Vancouver Island an verschiedene nationale und internationale Flughäfen anbindet, sowie westlich davon am Ufer des Saanich Inlet der Wasserflughafen „Victoria Airport Water Aerodrome“ (IATA-Code: -, ICAO-Code: -, Transport Canada Identifier: CAP5).
Im Norden des Bezirks liegt der Fährhafen Swartz Bay Ferry Terminal. Von hier aus bestehen Verbindungen zum Lower Mainland (via Tsawwassen Ferry Terminal) und nach Anacortes in den Vereinigten Staaten von Amerika.

## Tourismus
Die touristischen Hauptattraktionen des Ortes sind das am Flughafen gelegene British Columbia Aviation Museum und der McDonald Park Campground als Bestandteil des Gulf-Islands-Nationalparks.